# Nobuo Fujishima
Nobuo Fujishima (藤島 信雄, Fujishima Nobuo, né le 8 avril 1950 à Akita au Japon) est un footballeur japonais.